# Ashley Barnes
Ashley Luke Barnes (30 d'octubre de 1989) és un futbolista professional anglès que juga de davanter central pel Burnley FC de la Premier League.